# Due capricci (Ligeti)
Due capricci es un conjunto de dos caprichos para piano escritos por el compositor húngaro György Ligeti. Ambos capricci fueron terminados en 1947.

## Composición
Las dos piezas fueron compuestas cuando Ligeti todavía estudiaba en la clase de Sandor Veress en la Academia de Música Franz Liszt, esto es, como parte de sus ejercicios académicos. Estos representan el comienzo del desprendimiento de la influencia de Béla Bartók y otros compositores húngaros, ya que se le pidió que lo escribiera en su propio estilo. Curiosamente, el segundo capriccio fue realizado primero, en la primavera de 1947, y el segundo capriccio fue compuesto en noviembre de 1947. Ambos capricci están dedicados a Márta Kurtág. El conjunto ha sido publicado por Schott Music junto con Invención para piano de Ligeti, que se sitúa en el medio y con el que el conjunto está fuertemente asociado.

## Estructura
Las dos piezas cortas duran aproximadamente 2 minutos en ejecutarse cada una.
- Capriccio No. 1: Allegretto capriccioso
- Capriccio No. 2: Allegro robusto[4]

El primer capriccio es en forma de sonatina, con sus secciones que se interpretan de forma continua. Ampliamente cromático y moderno, es una pieza muy estructurada y atractiva, construida con pequeños motivos. El segundo capriccio es mucho más abrasivo, con una clara influencia del Allegro barbaro de Bartók. Consiste en ritmos búlgaros irregulares con acentos cambiantes a lo largo de la pieza.

## Grabaciones
- György Ligeti  – Klavier Und Cembalo. Erika Haase, piano y clavecín. col legno, 1991.[6]
- Gyorgy Ligeti Edition Vol 6 - Keyboard Works. Pierre-Laurent Aimard, Irina Kataeva, Elisabeth Chojnacka, Zsigmond Szathmáry. Sony, 1997.[7]
- György Ligeti – Piano Works. Lucille Chung, piano. Dynamic, 2001.[8]
- 2009 Van Cliburn International Piano Competition: Preliminary Round - Victor Stanislavsky, piano. Van Cliburn Foundation, 2009.[9]